# قضية إنجيل إيدغرتون
كانت قضية إيدغرتون للكتاب المقدس قضية ُ محكمة ٍ هامة تتعلق بالصلاة في المدارس العامة في ويسكونسن، وفي الأيام الأولى من إيدغرتون، ويسكونسن ، كان من المعتاد أن يقرأ معلمو المدارس العامة بصوتٍ عالٍ من إنجيل الملك جيمس لطلابهم. وفي عام 1886، احتج الآباء من الروم الكاثوليك على هذه الممارسة أمام مجلس المدرسة ، مشيرين بإعتقادهم بأن نسخة دواي من الكتاب المقدس هي الترجمة الصحيحة الوحيدة لأطفالهم.
وبعد أن فشل الآباء في إقناع مجلس المدرسة بإنهاء هذه الممارسة ، رفعوا قضيتهم إلى المحكمة. وفي نوفمبر عام 1888 قررت محكمة الدائرة أن القراءات ليست طائفية لأن كلا الترجمتين من نفس العمل. وقد رفع الآباء قضيتهم إلى المحكمة العليا في ويسكونسن. وفي ولاية أكس ريل فايس الخامسة مجلس المقاطعة 76 وايس.177 (1890)،3، والمعروفة باسم قضية إنجيل إيدغرتون، ألغى القُضاة قرار محكمة الدائرة ، واستنتجو أن وظائف الكنيسة والدولة وُحدت بطريقة غير قانونية.
حظرت المحكمة العليا في الولايات المتحدة في عام 1963 الصلاة الإجبارية التي ترعاها الحكومة من المدارس العامة ، واستشهد القاضي ويليام برينان ، ج. ر. بقضية إيدجيرتون إنجيل في قراره.